# Amblyeleotris harrisorum
Amblyeleotris harrisorum là một loài cá biển thuộc chi Amblyeleotris trong họ Cá bống trắng. Loài cá này được mô tả lần đầu tiên vào năm 2002.

## Từ nguyên
Từ định danh harrisorum được đặt theo tên của hai vợ chồng Hamilton Harris, những người đã tài trợ cho công việc thu thập cá ở Kiritimati.

## Phạm vi phân bố và môi trường sống
A. harrisorum hiện chỉ được biết đến tại đảo Kiritimati thuộc chủ quyền của Kiribati trên quần đảo Line. Các mẫu vật của A. harrisorum được thu thập trên nền cát ở độ sâu 32 m.

## Mô tả
Chiều dài cơ thể lớn nhất được ghi nhận ở A. harrisorum là 7,3 cm. Đầu và thân màu trắng, có 5 sọc màu nâu cam nhạt. Đầu có một sọc chéo màu vàng phía sau mắt. Khoảng trắng giữa các sọc có nhiều đốm chấm và vạch ngắn màu nâu nhạt. Vây lưng trước và sau có màu vàng, lốm đốm xanh, ở vây sau có thêm hai sọc xanh. Vây đuôi vàng, có viền cam và xanh lam. Vây hậu môn cam nhạt, viền vàng. Vây ngực và vây bụng vàng rất nhạt.
Số gai vây lưng: 7; Số tia vây lưng: 13; Số gai vây hậu môn: 1; Số tia vây hậu môn: 14–15; Số gai vây bụng: 1; Số tia vây bụng: 5; Số tia vây ngực: 17–19.

## Sinh thái
Như những loài Amblyeleotris khác, A. harrisorum sống cộng sinh với tôm gõ mõ Alpheus, tuy nhiên chưa xác định đó là loài tôm nào.